# Pseudocolaptes
Pseudocolaptes là một chi chim trong họ Furnariidae.